# Paul Meany
Paul Meany (Nueva Orleans, Estados Unidos, 2 de julio de 1976) es vocalista y tecladista de la banda de indie rock Mutemath.  También es uno de los cofundadores de la discográfica independiente Teleprompt Records, establecida en Tennessee.
Antes de formar Mutemath con el baterista Darren King, Meany fue tecladista y vocalista de la banda Earthsuit y tuvo el mismo rol en las etapas iniciales de la banda Macrosick.
Paul Meany ha coproducido pistas para Jeremy Larson y un spin-off para Earthsuit, Club of the Sons y colaboró con la composición del sencillo "Spotlight".
En 2005, Meany colaboró en un LP titulado "Elevator Music", lanzado por la iglesia Victory Fellowship para la recaudación de fondos con el fin de apoyar a las víctimas del huracán Katrina. El álbum, compuesto por quince canciones de culto contemporáneo, fue grabado en vivo en el Victory Fellowship Church, con Meany como voz principal.
Paul Meany ha producido y coproducido en múltiples ocasiones para la banda twenty one pilots, principalmente en el álbum Trench y recientemente, Clancy. 
Además, Paul aportó un ensayo para el libro The Art of Being (El arte de ser).